# Střížov (Cheb)
Střížov (německy Triesenhof) je malá vesnice, část města Cheb ve stejnojmenném okrese v Karlovarském kraji. Nachází se asi tři kilometry severně od Chebu. Střížov leží v katastrálním území Střížov u Chebu o rozloze 1,94 km².

## Historie
První písemná zmínka o vesnici pochází z roku 1279.

## Obyvatelstvo
Při sčítání lidu v roce 1921 zde žilo 85 obyvatel, všichni německé národnosti. Všichni obyvatelé se hlásili k římskokatolické církvi.
| Rok            | 1869 | 1880 | 1890 | 1900 | 1910 | 1921 | 1930 | 1950 | 1961 | 1970 | 1980 | 1991 | 2001 | 2011 | 2021 |
| -------------- | ---- | ---- | ---- | ---- | ---- | ---- | ---- | ---- | ---- | ---- | ---- | ---- | ---- | ---- | ---- |
| Počet obyvatel | 91   | 123  | 129  | 77   | 91   | 85   | 127  | 53   | 68   | 65   | 152  | 140  | 189  | 190  | 172  |
| Počet domů     | 10   | 10   | 9    | 9    | 10   | 10   | 14   | 16   | -    | 11   | 21   | 22   | 24   | 26   | 27   |

## Obecní správa
Při sčítání lidu v letech 1850–1909 Střížov byl osadou obce Slatina v okrese Cheb.
V letech 1910–1959 byl osadou obce Skalka v okrese Cheb. Od roku 1960 je částí města Cheb ve stejnojmenném okrese.

## Pamětihodnosti
- V intravilánu obce se nachází několik hrázděných domů.